# 九八式鉄帽
九八式鉄帽（きゅうはちしきてつぼう）は、昭和13年（皇紀2598年、西暦1938年）に制式採用された日本軍のヘルメット（鉄帽）。

## 概要
満州事変後、九〇式鉄帽の小銃弾に対する防弾能力の低さが問題として認識され、これを改善するために、昭和7年5月、研究が開始された。
昭和9年から12年にかけ、神戸製鋼所が厚みと形状をさまざまに研究し、32種の鉄帽を試作している。また実用試験を委託された歩兵・工兵学校からの意見、また軍医学校からの意見では、頭部に常時つけるには1kgが限度であるが、一時的には3kg程度を許容できるという結果が得られた。形状の決定には各国の鉄帽を広く参考とし、ドイツ式の形状の鉄帽も試作されたが、最終的には九〇式鉄帽と同様とされた。これは戦闘動作のしやすさを優先したものである。
昭和13年8月に審査が終了し制式制定が決定された。

## 構造
鉄帽本体、褥皮、あご紐、前鉄から構成される。
基本形状は九〇式鉄帽と同一である。表面は艶消し塗装が施されている。内部の褥（じょく）と呼ばれる詰め物、あご紐の構造もほぼ同じだった。ただし、あご紐は20cm延ばされ、褥の芯材にへちまやカポックを用いており、装備の際の衝撃吸収のよさを高めている。
九八式鉄帽は、堅陣地攻撃など、敵に接近して戦闘に従事する兵の防御を想定している。そこで鋼板の厚さを九〇式の約1mmから約2mmに増し、7.7mm弾の500mからの直射命中弾に抗堪可能とした(九〇式は1,000mでも貫通)。結果、重量は九〇式の約1kgから約1.9kgに増加した。さらに鉄帽の前面には厚さ2mmの前鉄をネジ止めして追加装着できた。この場合は前面厚さ約4mmとなり、射距離300mからの小銃弾に十分耐えた。前鉄の重さは約0.9kgである。
材質はニッケルクロム鋼を硬く焼入れしたもので、当時の欧州諸国の戦闘用ヘルメットにほぼ準ずるものであり、自身の硬度で当たった弾丸を破壊して止めることを狙いとしていた。九〇式鉄帽同様、九八式鉄帽も着用の際には先に略帽（戦闘帽）を被り、その上から鉄帽を被るのが一般的とされた。